# Storbritanniens utrikesminister
Storbritanniens utrikesminister (på engelska Secretary of state for Foreign, Commonwealth and Development affairs eller oftast bara Foreign Secretary, 1968–2020 Secretary of State for Foreign and Commonwealth Affairs) är en medlem av brittiska regeringen med ansvar för relationerna med främmande stater och samväldesländerna, samt chef för Foreign, Commonwealth and Development Office (FCDO), Storbritanniens utrikesministerium.
Innehavaren av ämbetet är medlem av kabinettet och positionen anses vara en av de fyra mest prestigefyllda ministerposterna.
Den nuvarande utrikesministern är David Lammy, som utsågs den 5 juli 2024 i samband med att regeringen Starmer bildades.

## Lista över utrikesministrar

### Secretary of State for Foreign and Imperial Affairs(1782–1968)
| Namn                     | Ämbetsperiod                        |
| ------------------------ | ----------------------------------- |
| Charles James Fox        | 27 mars 1782 – 5 juli 1782          |
| Lord Grantham            | 1782 – 1783                         |
| Charles James Fox        | 2 april 1783 – 19 december 1783     |
| Earl Temple              | 19 december 1783 – 23 december 1783 |
| Hertigen av Leeds        | 1783 – 1791                         |
| Lord Grenville           | 1791 – 1801                         |
| Lord Hawkesbury          | 1801 – 1804                         |
| Lord Harrowby            | 1804 – 1805                         |
| Lord Mulgrave            | 1805 – 1806                         |
| Charles James Fox        | 7 februari 1806 – 13 september 1806 |
| Viscount Howick          | 1806 – 1807                         |
| George Canning           | 1807 – 1809                         |
| Earl Bathurst            | 11 oktober 1809 – 6 december 1809   |
| Markis Wellesley         | 1809 – 1812                         |
| Viscount Castlereagh     | 1812 – 1822                         |
| George Canning           | 1822 – 1827                         |
| Earlen av Dudley         | 1827 – 1828                         |
| Earlen of Aberdeen       | 1828 – 1830                         |
| Viscount Palmerston      | 1830 – 1834                         |
| Hertigen av Wellington   | 1834 – 1835                         |
| Viscount Palmerston      | 1835 – 1841                         |
| Earlen av Aberdeen       | 1841 – 1846                         |
| Viscount Palmerston      | 1846 – 1851                         |
| Earl Granville           | 1851 – 1852                         |
| Earlen av Malmesbury     | 27 februari 1852 – 28 december 1852 |
| Lord John Russell        | 1852 – 1853                         |
| Earlen av Clarendon      | 1853 – 1858                         |
| Earlen av Malmesbury     | 1858 – 1859                         |
| Lord John Russell        | 1859 – 1865                         |
| Earlen av Clarendon      | 1865 – 1866                         |
| Lord Stanley             | 1866 – 1868                         |
| Earlen av Clarendon      | 1868 – 1870                         |
| Earl Granville           | 1870 – 1874                         |
| Earlen av Derby          | 1874 – 1878                         |
| Markisen av Salisbury    | 1878 – 1880                         |
| Earl Granville           | 1880 – 1885                         |
| Markisen av Salisbury    | 1885 – 6 februari 1886              |
| Earlen av Rosebery       | 6 februari 1886 – 3 augusti 1886    |
| Earlen av Iddesleigh     | 1886 – 1887                         |
| Markisen av Salisbury    | 1887 – 1892                         |
| Earlen av Rosebery       | 1892 – 1894                         |
| Earlen av Kimberley      | 1894 – 1895                         |
| Markisen av Salisbury    | 1895 – 1900                         |
| Markisen av Lansdowne    | 1900 – 1905                         |
| Sir Edward Grey          | 1905 – 1916                         |
| Arthur Balfour           | 1916 – 1919                         |
| Earl Curzon av Kedleston | 1919 – 1924                         |
| Ramsay MacDonald         | 22 januari 1924 – 3 november 1924   |
| Sir Austen Chamberlain   | 1924 – 1929                         |
| Arthur Henderson         | 1929 – 1931                         |
| Markisen av Reading      | 25 augusti 1931 – 5 november 1931   |
| Sir John Simon           | 1931 – 1935                         |
| Sir Samuel Hoare         | 7 juni 1935 – 18 december 1935      |
| Anthony Eden             | 1935 – 1938                         |
| Viscount Halifax         | 1938 – 1940                         |
| Anthony Eden             | 1940 – 1945                         |
| Ernest Bevin             | 1945 – 1951                         |
| Herbert Morrison         | 9 mars 1951 – 26 oktober 1951       |
| Sir Anthony Eden         | 1951 – 1955                         |
| Harold Macmillan         | 7 april 1955 – 20 december 1955     |
| Selwyn Lloyd             | 1955 – 1960                         |
| Earlen av Home           | 1960 – 1963                         |
| R. A. Butler             | 1963 – 1964                         |
| Patrick Gordon Walker    | 1964 – 1965                         |
| Michael Stewart          | 1965 – 1966                         |
| George Brown             | 1966 – 1968                         |
| Michael Stewart          | 16 mars 1968 – 17 oktober 1968      |

### Secretary of State for Foreign and Commonwealth Affairs(1968–2020)
Ministerposten bildades genom sammanslagning av Foreign Office (utrikesministeriet) och Commonwealth Office (samväldesministeriet).
| Porträtt | Namn                  | Ämbetsperiod                   | Parti                |
| -------- | --------------------- | ------------------------------ | -------------------- |
|          | Michael Stewart       | 1968 – 1970                    | Labour Party         |
|          | Sir Alec Douglas-Home | 1970 – 1974                    | Konservativa partiet |
|          | James Callaghan       | 1974 – 1976                    | Labour Party         |
|          | Anthony Crosland      | 1976 – 1977                    | Labour Party         |
|          | David Owen            | 1977 – 1979                    | Labour Party         |
|          | Lord Carrington       | 1979 – 1982                    | Konservativa partiet |
|          | Francis Pym           | 1982 – 1983                    | Konservativa partiet |
|          | Sir Geoffrey Howe     | 1983 – 24 juli 1989            | Konservativa partiet |
|          | John Major            | 24 juli 1989 – 26 oktober 1989 | Konservativa partiet |
|          | Douglas Hurd          | 1989 – 1995                    | Konservativa partiet |
|          | Malcolm Rifkind       | 1995 – 1997                    | Konservativa partiet |
|          | Robin Cook            | 1997 – 2001                    | Labour Party         |
|          | Jack Straw            | 2001 – 2006                    | Labour Party         |
|          | Margaret Beckett      | 2006 – 2007                    | Labour Party         |
|          | David Miliband        | 2007 – 2010                    | Labour Party         |
|          | William Hague         | 2010 – 2014                    | Konservativa partiet |
|          | Philip Hammond        | 2014 – 2016                    | Konservativa partiet |
|          | Boris Johnson         | 2016 – 2018                    | Konservativa partiet |
|          | Jeremy Hunt           | 2018 – 2019                    | Konservativa partiet |
|          | Dominic Raab          | 2019 – 2020 (2021)             | Konservativa partiet |

### Secretaries of state for Foreign, Commonwealth and Development Affairs(2020–)
Ministerposten bildades genom sammanslagning av Foreign and Commonwealth Office (utrikes- och samväldesministeriet) och Department for International Development (ministeriet för internationell utveckling).
| Porträtt | Namn           | Ämbetsperiod       | Parti                |
| -------- | -------------- | ------------------ | -------------------- |
|          | Dominic Raab   | (2019) 2020 – 2021 | Konservativa partiet |
|          | Liz Truss      | 2021 – 2022        | Konservativa partiet |
|          | James Cleverly | 2022 – 2023        | Konservativa partiet |
|          | David Cameron  | 2023 – 2024        | Konservativa partiet |
|          | David Lammy    | 2024 –             | Labourpartiet        |